# Sportpark Höhenberg
 (janvier 2022).
Si vous disposez d'ouvrages ou d'articles de référence ou si vous connaissez des sites web de qualité traitant du thème abordé ici, merci de compléter l'article en donnant les références utiles à sa vérifiabilité et en les liant à la section « Notes et références ».
Le Sportpark Höhenberg est un complexe sportif situé à Merheimer Heide, dans le district de Höhenberg, sur la rive droite de Cologne.
Le stade de football appartient au club de football du FC Viktoria Cologne 1904 et à l’équipe de football américain des Crocodiles de Cologne.
Les installations sportives ont d'abord offert 6 214 places. Après l'ascension du Victoria Cologne en 3e division pour la saison 2019/20, le stade est agrandi de tribunes supplémentaires pour atteindre le nombre requis de 10 000 places.

## Histoire
Le premier centre sportif a été inauguré en août 1921. Construit par le VfR Cologne 04, le "VfR Stadium" a été conçu comme un stade de football pur et pouvait accueillir 30 000 spectateurs. Dans le cadre de l'extension de la ceinture verte, le stade a été transformé de 1929 à 1931 en un stade d'athlétisme avec une piste de 100 mètres d'un côté et une capacité réduite à 18 000 places. La réouverture sous le nom de "Sportpark Höhenberg" eut lieu le 20 septembre 1931 devant 8 000 spectateurs lors d'un match amical opposant le VfR au Schalke 04. La première trace d'une tribune assise date de 1969, quand une tribune couverte en acier tubulaire fut mise en place pour environ 1 200 spectateurs. À partir de la fin des années 1980, une nouvelle tribune de 3 000 spectateurs fut érigée. Afin de faire place à la nouvelle tribune, la piste fut supprimée et le terrain déplacé vers la droite. Depuis lors, on retrouve, comme à son ouverture en 1921, un stade de football pur avec 15 000 places assises. Les virages encore non pavés ne sont actuellement pas utilisés.
Le complexe sportif dispose d'un terrain en gazon synthétique et d'un court de tennis avec six courts. Dans les années 1990, le stade était parfois appelé stade de l'aéroport, car le sponsor principal de l'ancienne ligue régionale SCB Prussia Cologne, l'aéroport de Cologne / Bonn, avait acquis les droits de naming. Bien que la société ait à nouveau été le sponsor principal du club successeur du FC Viktoria Köln entre 2011 et 2015, aucun changement de nom n'eut lieu. L'exploitant de l'installation est la Sportstätten GmbH Cologne. En 2011, le stade fut encore rénové. À partir de mai 2012, un système de projecteurs a été installé pour adapter le stade à la Regionalliga. Le coût total s’élève à environ 1,5 million d’euros selon l’opérateur.
Après l'accession du Victoria Cologne en 3ème division pour la saison 2019/20, le stade fut équipé de gradins supplémentaires jusqu'au nombre requis de 10 001 places.